# ルーズベルト・アイランド・トラムウェイ
ルーズベルト・アイランド・トラムウェイ (Roosevelt Island Tramway) は、ニューヨーク市マンハッタン区のアッパー・イースト・サイドとルーズベルト島をイースト川を越えて結ぶ索道である。

## 概要
1984年5月にミシシッピ・エアリアル・リバー・トランジット (en) および2006年12月にポートランド・エアリアル・トラム (en) が開業するまでは、ルーズベルト・アイランド・トラムウェイは北米で唯一の通勤用ロープウェイであった。
1976年に開業して以来、2600万人以上の乗客がこのロープウェイを利用した。各ゴンドラは最大定員110人で1日あたり約115回稼働する。その路線はクイーンズボロ橋のすぐ北側を走り、運行速度は17.9 mph (28.8 km/h)、駅間の移動距離は3,100フィート (940 m)、所要時間は3分である。最高高度はイースト川上空250フィート (76 m)であり、イーストサイド・ミッドタウンの眺めを楽しむことができる。2台のゴンドラが、午前6:00から翌日の午前2:00（週末は午前3:30）まで、ラッシュアワー以外は15分間隔で、ラッシュアワーは駅での待ち合わせなしで運行している。このロープウェイができる以前は、1909年のクイーンズボロ橋の開業から1957年4月7日まで、この橋の上を路面電車が運行しており、ルーズベルト島の地点でエレベーターで島からアクセスできる高架駅を持っていた。
このロープウェイはニューヨーク市の公共交通機関で数少ないメトロポリタン・トランスポーテーション・オーソリティ以外が運営している施設であるが、メトロカードが利用可能である。このロープウェイは、ニューヨーク州の公益法人である1984年設立のRoosevelt Island Operating Corporationの代理でLPOA (Leitner-Poma of America)が運営している。
マンハッタン側の駅は60丁目と2番街の地点にある。